# Herman Kähler
Herman August Kähler (født 6. marts 1846 i Næstved ; død 16. november 1917 i Næstved) var en dansk lervarefabrikant.
Hans far, Joachim Christian Herman Kähler (død 1884), var pottemager og kakkelovnsfabrikant; moren var Mariane Sophie født Capmann. Han lærte i faderens forretning, gik i teknisk skole i Næstved og København og fik undervisning i Bissens atelier i vinteren 1864-65. 1865-67 rejste han i Tyskland og Schweiz.
Hjemme igen i Næstved arbejdede han i farens forretning, som han overtog 1872. Ved siden af kakkelovne, kaminer og bygningsornamenter begyndte han at arbejde med dekorative fade og vaser, flisemaleri og lignende.
Denne kunstindustrielle virksomhed lykkedes, hvad der anerkendtes på forskellige udstillinger, for eksempel i København 1888, Paris 1889 og Chicago 1893, ligesom en række industrimuseer rundt om i Europa har købt genstande hos ham til deres samlinger.
Men han har fået kunstneriske assistance: Maleren og billedhuggeren Karl Hansen Reistrup og Thorvald Bindesbøll var fast knyttet til hans virksomhed, og for eksempel i Chicago udstillede han et stort flisemaleri, Ægirs Døtre, efter tegning af Lorenz Frølich.
1. juni 1873 giftede han sig med Jansine Elisabeth Christine Berg (født 7. februar 1848), datter af stolemagermester i København Christoffer Berg og Oline Marie født Wibro.
| - L.A. Ring, Lampelys. Interiør med kunstnerens hustru, 1898, Statens Museum for Kunst Lampen er Kähler-keramik - Kählers bygning bag Banken i Næstved, malet af L.A. Ring i 1895. |